# Fractomància

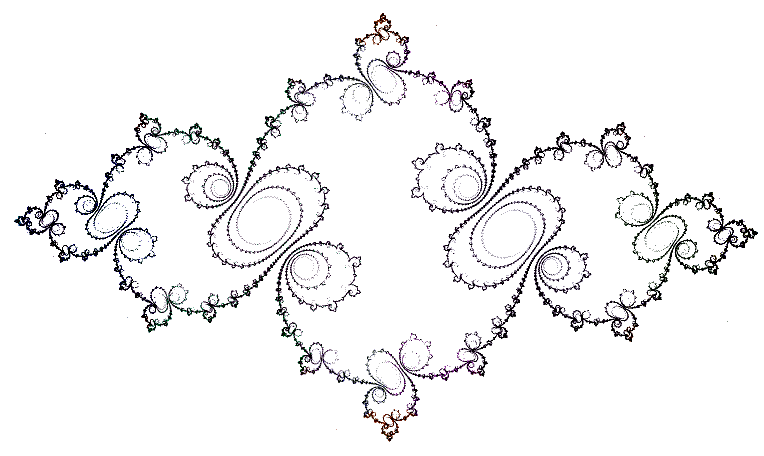
El conjunt de Julia, un conegut patró fractal.

La fractomància és una mètode d'endevinació que utilitza l'estructura de patrons geomètrics fractals. És una forma moderna d'endevinació i sovint es duu a terme amb l'ajuda de gràfics fets per ordinador.
La fractomància requereix la generació d'un patró fractal. Segons el seu inventor, Clifford Pickover, s'utilitza per a respondre preguntes de sí o no. Per dur a terme el procés, l'usuari ha de fer escollir a l'ordinador entre quatre nombres aleatoris. Aquests nombres són utilitzats per dibuixar un atractor estrany utilitzant un programa d'ordinador. Si el patró resultant és simètric, la resposta és afirmativa. Com més agradable a la vista resulti a ulls de l'usuari, amb més força cal prendre la resposta afirmativa. Si el patró no té simetria, o si no resulta estètic a la vista de l'usuari, aleshores la resposta a la pregunta s'ha de considerar negativa.